# Apium prostratum
Apium prostratum (Engels: Sea celery) is een soort uit de schermbloemenfamilie (Apiaceae). De soort komt voor in de kustgebieden van zuidelijk Afrika en Zuid-Amerika, Australië, Nieuw-Zeeland en op Paaseiland.

## Ondersoorten
De soort telt drie ondersoorten en een variëteit.
- Apium prostratum subsp. denticulatum P.S.Short
- Apium prostratum var. filiforme (A.Rich.) Kirk
- Apium prostratum subsp. howense P.S.Short
- Apium prostratum subsp. prostratum